# French Lick
French Lick est une ville américaine du comté d'Orange, dans l'État de l'Indiana.

## Géographie
Le Bureau du recensement des États-Unis indique une superficie de 4,2 km2 pour French Lick. Au recensement de 2010, la population s'élevait à 1 807 personnes.

## Histoire
French Lick doit son appellation à un ancien poste de traite de l'époque de la Nouvelle-France situé sur une vasière de sel. Ce comptoir était situé sur la piste des bisons, lieu de transhumance des animaux durant leur migrations saisonnières sur une mine de sel à ciel ouvert dans laquelle les animaux venaient se ressourcer en sodium en léchant les blocs de sel. Les trappeurs et coureurs des bois canadiens français négocièrent, en ce lieu, des peaux de bisons avec les Amérindiens dans cette région orientale de la Louisiane française.

## Économie
L'économie de la ville est fortement associée à l'activité touristique et hôtelière du French Lick Resort, institution qui est inscrite depuis 2003 au Registre national des lieux historiques.

## Personnalités liées à la ville
La ville est également connue pour être la ville d'enfance et d'adolescence de Larry Bird, ancien basketteur américain évoluant en National Basketball Association sous les couleurs des Celtics de Boston de 1979 à 1992. Il est d'ailleurs parfois surnommé « The Hick from French Lick ». De même, French Lick est la ville de naissance de l'entraineur de basketball des Sacramento Kings, Jerry Reynolds.